# Lettische Sozialistische Sowjetrepublik (1918–1920)
Die Lettische Sozialistische Sowjetrepublik (lettisch Latvijas Sociālistiskā Padomju Republika (LSPR)) war ein kurzlebiges Staatsgebilde während des Lettischen Unabhängigkeitskriegs bzw. des Russischen Bürgerkriegs. Sie wurde am 17. Dezember 1918 auf Anweisung und mit der Unterstützung von Wladimir Iljitsch Lenin bzw. der Regierung Sowjetrusslands gebildet. Staatsoberhaupt war Pēteris Stučka.

## Entstehung
Im Zuge der Besetzung der noch von Deutschland gehaltenen westlichen Gebiete des ehemaligen Russischen Reichs durch die Rote Armee nach dem Ende des Ersten Weltkriegs und der Annullierung des Vertrags von Brest-Litowsk, hatten die Bolschewiki unter Lenin die Bildung von scheinselbstständigen nationalen Sowjetrepubliken in Polen, Litauen, Weißrussland, Lettland und Estland vorgesehen. Auf einer Sitzung des Außenbüros der lettischen Kommunisten am 23. November 1918 gab Josef Stalin im Auftrag Lenins die Anweisung, eine eigenständige Sowjetregierung auszurufen. Am 4. Dezember 1918 wurde eine Lettische Vorläufige Sowjetregierung gebildet, welche in einem Manifest vom 17. Dezember 1918 die Machtübernahme auf lettischem Gebiet verkündete. Nach der Eroberung von Riga am 4. Januar 1919 nahm diese Regierung ihre Arbeit auf. Das Bürgertum verharrte in der Hoffnung, der „Spuk“ werde nicht lange fortdauern.

## Regierung und Staatsaufbau
Vom 13. bis zum 15. Januar 1919 fand in Riga der Erste Kongress der Arbeiter-, Landlosen- und Soldatenräte statt. Ein 60-köpfiges Zentralkomitee bestätigte folgende Minister bzw. Kommissare der Sowjetregierung.
- Vorsitzender – Pēteris Stučka

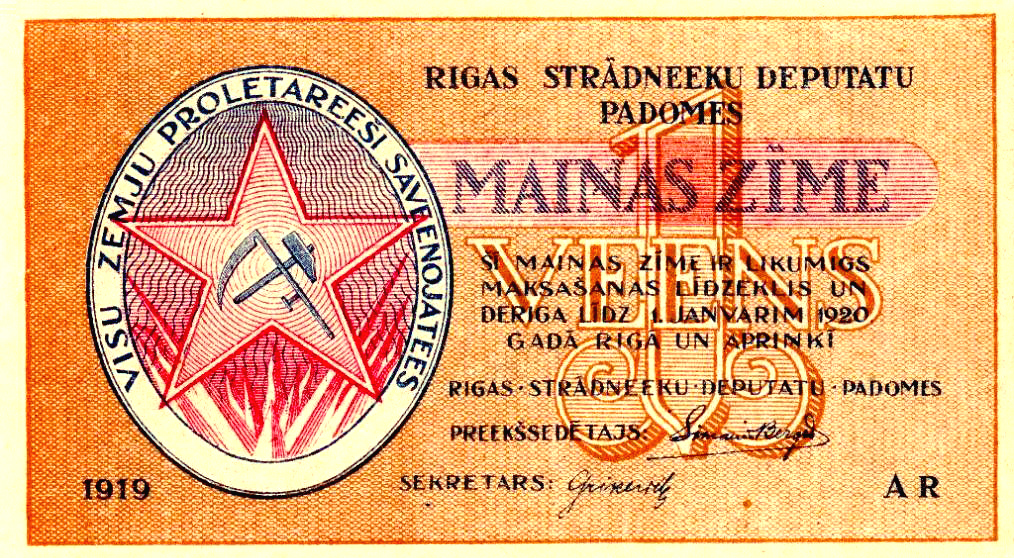
Lettische 1 Rubel Banknote 1919

- Stellvertretende Vorsitzende – Jūlijs Daniševskis, Otto Kārkliņš
- Innere Angelegenheiten – Jānis Lencmanis
- Justiz – Pēteris Stučka
- Kriegsangelegenheiten – Kārlis Pētersons
- Landwirtschaft – Fricis Roziņš
- Finanzen/Lebensmittel – Rūdolfs Endrups
- Wirtschaft – Dāvids Beika
- Regierungssekretär – Jānis Šilfs
- Arbeit und Bauwesen – Eduards Zandreiters
- Bildung – Jānis Bērziņš

Alle Regierungsmitglieder hatten gleichzeitig entsprechende Positionen in der Lettischen kommunistischen Partei inne. Auch die Verwaltungen der Landkreise und Gemeinden, welche analog zu den Ministerien aufgebaut wurden, bestanden aus Kommunisten, welche durch die Vorgesetzten kontrolliert wurden. Staatsverfassung und Gesetze wurden von Sowjetrussland übernommen und später durch eigene Dekrete ergänzt und umgebaut. Als Ziel und Aufgabe des Staates verkündeten die neuen Machthaber einerseits den sofortigen Übergang zum Sozialismus und die Vernichtung des Klassenfeindes. Der „rote Terror“ richtete sich insbesondere gegen die deutschsprachige und gegen die jüdische Bevölkerung. Andererseits sollte eine „militärische Handreichung“ mit den Spartakisten in Ostpreußen erfolgen, um die Revolution nach Deutschland, Westeuropa und die ganze Welt zu verpflanzen.

## Entwicklung bis zum Mai 1919

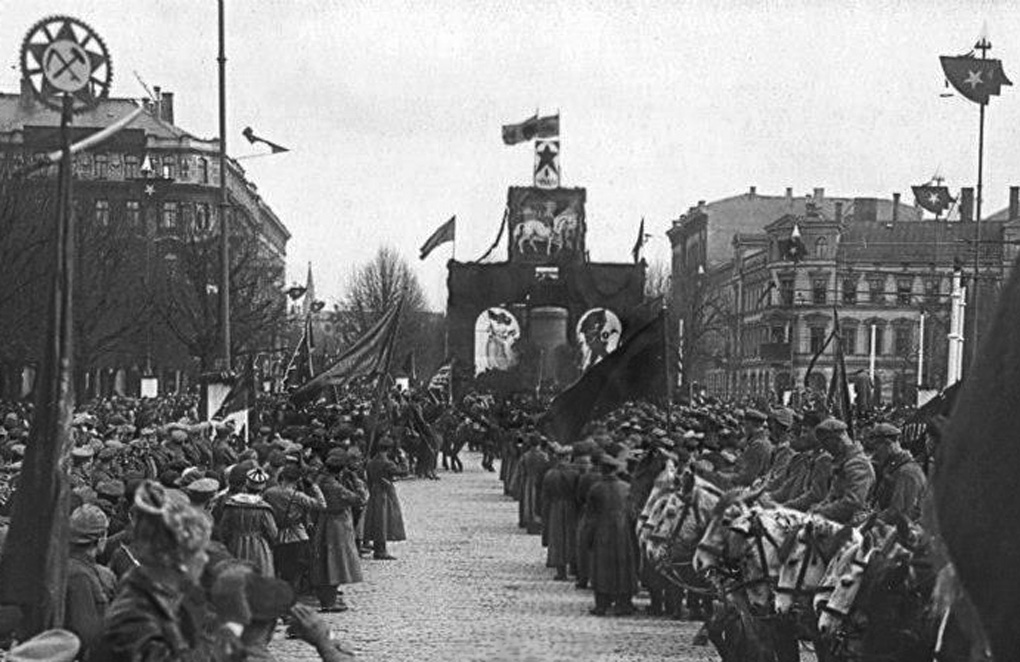
Aufmarsch am 1. Mai 1919

Als die Feierlichkeiten zum 1. Mai in Riga mit großem Aufwand inszeniert wurden, hatte die Regierung den Rückhalt im Volk verloren. Abgebrochene Stadtratswahlen zeigten, dass selbst in den wenigen Stahlwerken, deren Arbeiter als erste abstimmen durften, weil sie als sicherste Unterstützer galten, gegen die Kommunisten abgestimmt wurde. Die staatlich monopolisierte Lebensmittelversorgung hatte zu einer Hungersnot geführt. Nach Verteilung und Verbrauch der bereits durch schlechte Ernte und deutsche Besatzung knappen Lebensmittelvorräte konnte der Bedarf ab Februar 1919 nurmehr unvollständig durch Requirierungen und Ankäufe in Weißrussland und der Ukraine abgedeckt werden. Selbst für die bevorzugt versorgte Sowjetlettische Armee reichten die Lebensmittel nicht mehr, Einwohner der Kategorie III, wie Rentner, Deutschbalten, Erwerbslose waren praktisch dem Hungertod preisgegeben. Auf dem flachen Land breiteten sich sogenannte Grüne Partisanengruppen aus, die bereits Kreisstädte wie Cēsis angriffen. Nach dem Verlust Kurlands im März 1919 befand sich die Front zu den antibolschewistischen Truppen des Rüdiger von der Goltz  nur 40 km westlich von Riga. Im Norden hatte die Estnische Armee lettisches Gebiet betreten.

## Militärische Niederlage und Auflösung
Ein unvorhergesehener Angriff der Baltischen Landeswehr am 22. Mai 1919 brachte Riga unter Kontrolle der antibolschewistischen Koalition. Als zwei Tage später auch die estnische Armee von Norden her vorging, wurde bereits kein Widerstand mehr geleistet: sowjetischer Staat und Armee waren in Auflösung begriffen. Die geflohenen kommunistischen Funktionäre sammelten sich in Lettgallen, die Reste der lettischen roten Schützen wurden in die Rote Armee eingegliedert. Ein halbes Jahr regierte die sowjetlettische Regierung noch in Teilen von Lettgallen. Ihre Rechte und Vollmachten beschränkten sich dabei jedoch auf das Pendant zu den russischen Gouvernementsverwaltungen. Im Januar 1920 fand nach vollständigem Verlust des Staatsgebiets die formelle Abwicklung statt, um den Weg für den Friedensvertrag von Riga freizumachen.